# Zelota malaccensis
Zelota malaccensis är en skalbaggsart som beskrevs av Stefan von Breuning 1936. Zelota malaccensis ingår i släktet Zelota och familjen långhorningar. Inga underarter finns listade i Catalogue of Life.